# Ragnar Block

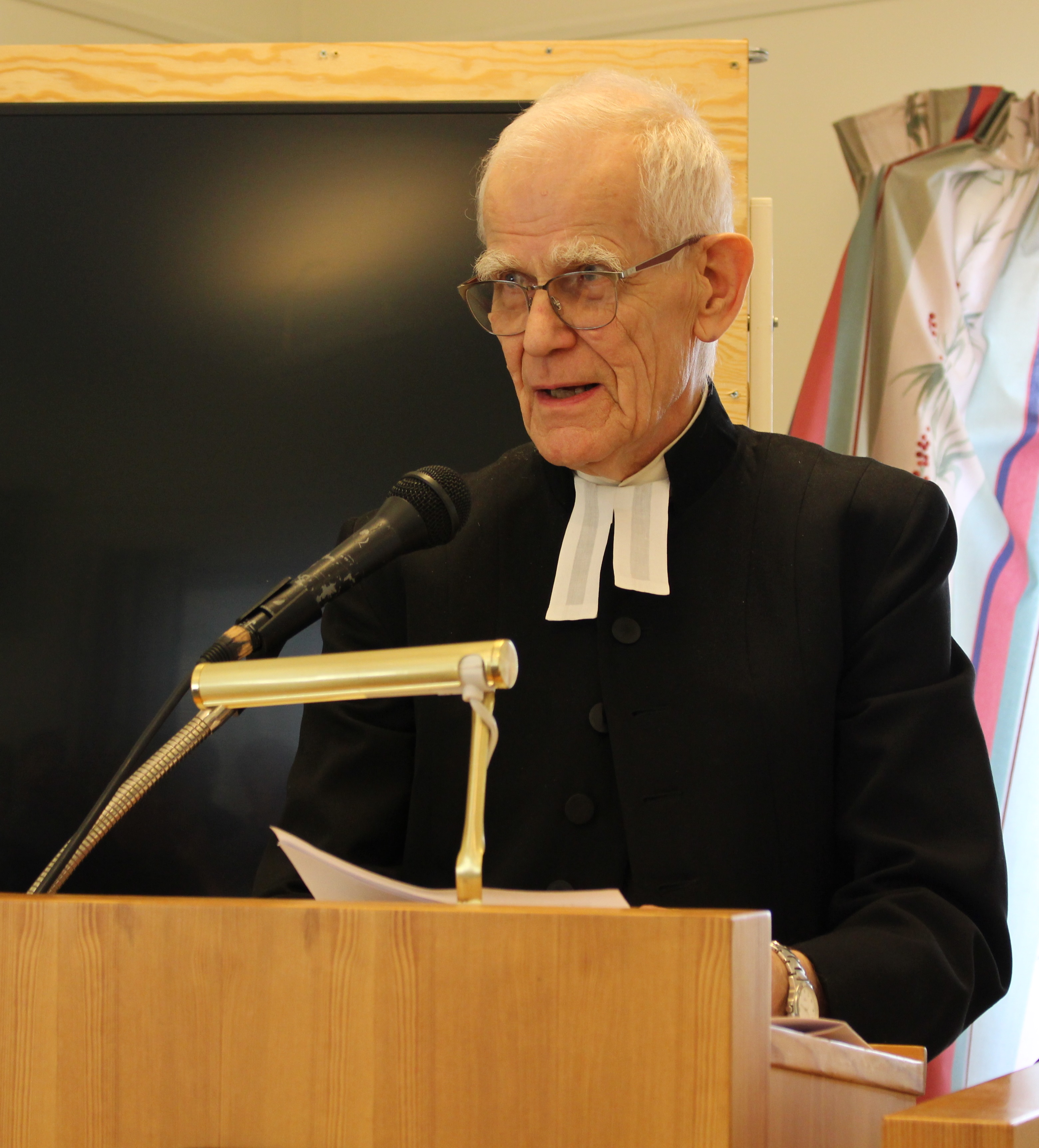
Ragnar Block i oktober 2018.

Ragnar Fredrik Block, född den 13 februari 1940 i Fjärås församling i Hallands län, är en svensk präst. Han är brorson till biskop Carl Block. Släkten Block var en av de stora prästsläkterna i Göteborgs stift under större delen av 1900-talet och man stod nära schartauanismen..
Block är uppvuxen inom den gammalkyrkliga traditionen, verksam på västkusten och har i sin prästgärning strävat efter att upprätthålla en kyrkoordning, där manliga präster inte skall kunna tvingas arbeta tillsammans med sina kvinnliga kolleger. Han prästvigdes 1964, blev kyrkoherde i Kville pastorat 1972 och komminister i Berghems och Hajoms församlingar i Surteby pastorat 1987. År 2005 blev han emeritus. Han är ordförande för Lutherstiftelsen och engagerad i Missionsprovinsen. Till följd av sitt engagemang i Missionsprovinsen uteslöts Block, en så kallad avkragning, av Göteborgs stift i december 2015. Block överklagade till Svenska kyrkans överklagandenämnd, som hävde stiftets beslut och återgav Block vigningsrätten.
Block är grundare av Stiftelsen Agnitio Veritatis.